# Toronto Raptors 2006-2007
La stagione 2006-07 dei Toronto Raptors fu la 12ª nella NBA per la franchigia.
I Toronto Raptors vinsero la Atlantic Division della Eastern Conference con un record di 47-35. Nei play-off persero al primo turno con i New Jersey Nets (4-2).

## Risultati
- Primi nella Atlantic Division.

## Arrivi/partenze

### Draft
| Giro | Scelta | Giocatore                           | Ruolo | Nazione              | College          |
| ---- | ------ | ----------------------------------- | ----- | -------------------- | ---------------- |
| 1    | 1      | Andrea Bargnani                     | C     | Italia               | Benetton Treviso |
| 2    | 35     | P.J. Tucker                         | AG    | Stati Uniti          | Texas            |
| 2    | 56     | Edin Bavčić (ceduto a Philadelphia) | C     | Bosnia ed Erzegovina | KK Bosna         |

### Scambi
| 9 luglio, 2008    | Ai Toronto Raptors Kris Humphries e Robert Whaley | Agli Utah Jazz Rafael Araújo                                                                |
| 13 febbraio, 2009 | Ai Toronto Raptors Radoslav Nesterovič            | Ai San Antonio Spurs Matt Bonner, Eric Williams e una scelta al secondo giro del draft 2009 |

## Roster
| N° | Naz.                   | Ruolo | Sportivo            | Anno | Alt. | Peso |
| -- | ---------------------- | ----- | ------------------- | ---- | ---- | ---- |
| 1  | Stati Uniti (bandiera) | A     | P.J. Tucker         | 1985 | 196  | 102  |
| 2  | Stati Uniti (bandiera) | G     | Darrick Martin      | 1971 | 180  | 77   |
| 3  | Stati Uniti (bandiera) | G     | Juan Dixon          | 1978 | 191  | 74   |
| 4  | Stati Uniti (bandiera) | AC    | Chris Bosh          | 1984 | 208  | 103  |
| 6  | Stati Uniti (bandiera) | A     | Luke Jackson        | 1981 | 201  | 98   |
| 7  | Italia (bandiera)      | A     | Andrea Bargnani     | 1985 | 213  | 102  |
| 8  | Spagna (bandiera)      | G     | José Calderón       | 1981 | 191  | 95   |
| 9  | Senegal (bandiera)     | A     | Pape Sow            | 1981 | 208  | 113  |
| 10 | Slovenia (bandiera)    | A     | Uroš Slokar         | 1983 | 208  | 108  |
| 11 | Stati Uniti (bandiera) | G     | T.J. Ford           | 1983 | 183  | 75   |
| 12 | Slovenia (bandiera)    | C     | Radoslav Nesterovič | 1976 | 213  | 112  |
| 14 | Stati Uniti (bandiera) | A     | Joey Graham         | 1982 | 201  | 102  |
| 15 | Spagna (bandiera)      | A     | Jorge Garbajosa     | 1977 | 206  | 111  |
| 18 | Stati Uniti (bandiera) | G     | Anthony Parker      | 1975 | 198  | 95   |
| 20 | Stati Uniti (bandiera) | GA    | Fred Jones          | 1979 | 193  | 95   |
| 24 | Stati Uniti (bandiera) | A     | Morris Peterson     | 1977 | 201  | 99   |
| 43 | Stati Uniti (bandiera) | A     | Kris Humphries      | 1985 | 206  | 107  |

## Staff tecnico
- Allenatore: Sam Mitchell
- Vice-allenatori: Alex English, Jim Todd, Jay Triano